# Borofcich
Borofcich o Borovaz (in croato Borovac) è un'isoletta disabitata a nord-est di Meleda, nel mare Adriatico, in Croazia. Amministrativamente appartiene al comune della città di Meleda, nella regione raguseo-narentana.

## Geografia
Borofcich si trova a nord di Porto Chiave (Prožurska Luka) e 230 m a nord dello scoglio Grande. Ha una superficie di 0,044 km², uno sviluppo costiero di 0,9 km e l'altezza di 28,2 m
Isole adiacenti:
- Gallicia, a ovest a 850 m.
- scoglio Grande, a sud.
- scoglio Segnevaz[5] (Senjevac), situato vicino alla costa di Meleda, 320 m a sud-est di Borofcich; ha un'area di 5559 m²[6] e la costa lunga 279 m[6] 42°44′06″N 17°39′17″E.

### Cartografia
- (HR) Mappa topografica della Croazia 1:25000, su preglednik.arkod.hr. URL consultato il 7 marzo 2017.
- G. Giani, Carta prospettiva delle Comuni censuarie della Dalmazia, foglio 12, 1839. Fondo Miscellanea cartografica catastale, Archivio di Stato di Trieste.
- Carta di cabottaggio del mare Adriatico, foglio XI, Milano, Istituto geografico militare, 1822-1824. URL consultato il 17 febbraio 2021 (archiviato dall'url originale il 13 aprile 2013).